# 세게스타
세게스타(고대 그리스어: Ἔγεστα Egesta[*], 시칠리아어: Siggésta, Segesta)는 이탈리아 시칠리아주 트라파니도 칼라타피미 세제스타에 있는 고대 그리스의 도시의 유적이다. 시칠리아의 3대 토종 민족인 엘리미 인들이 만들 주요 도시이다. 엘리미 인들이 만든 주요 도시로는 에리크스와 엔텔라가 있다. 이탈리아 시칠리아 주의 북서쪽에 자리를 잡고 있다.

## 역사
엘리미 인(엘리모이 인)에 의해 지어 졌다고 한다. 그리스 식민 도시 셀리누스(현재 셀리눈테)와 장기간 대립했다. 첫 번째 충돌은 기원전 580년 – 기원전 576년에 걸쳐 일어났고, 기원전 454년에도 두 도시는 충돌했다.
기원전 415년에 그리스 아테네에 도움을 요청했고, 이것이 아테네에 재앙을 가져온 시켈리아 원정(기원전 415년 - 기원전 413년)을 초래하게 되었다. 이후 그들은 카르타고에 도움을 요청했고, 이것으로 카르타고의 손에 의한 셀리누스의 완전 파괴로 이어졌다. 세게스타는 카르타고의 동맹으로 남았고, 그로 인해 기원전 397년에는 시라쿠사이의 디오니시오스 1세에 의해 포위를 당하게 되었으며, 기원전 307년 아가토클레스에 의해 파괴되었지만 복구되었다.

기원전 276년 이 도시는 피로스와 동맹을 맺었지만, 기원전 260년에 로마인들에게 항복을 하면서 편을 바꾸었다. 이 도시는 장기간 카르타고의 동맹이었다고 보복을 당하지는 않았는데, 로마와 엘리미 인들 모두 트로이로부터 피난을 온 후손들이었다는 공동의 신화적 기원 때문이었으며, 그로 인해 자치를 허용받았다.

기원전 104년에는 아테니온이 이끄는 노예 반란아 세게스타에서 시작되었다.